# Снегулка Детони
Снегулка Детони (на словенски: Snegulka Detoni) е югославска и словенска физичка и химичка. Занимава се с изследването на водородните връзки. Тя е първата физичка в Университета в Любляна.

## Биография
Родена е на 22 май 1921 г. в Бегуне при Церкници, Югославия. Учи в Любляна. След завършване на средното си образование постъпва в Химическия институт на Технологичния факултет, където завършва през 1944 г. при проф. Антон Петерлин с дисертация върху оптичните характеристики на нишестето. Работи в Бактериологичния институт на Медицинския факултет, а след това е асистент в катедрата по физика на Технологичния факултет.
През 1954 г. постъпва в Катедрата по органична химия. През 1956 г. защитава докторска дисертация. В 1957 г. участва в организирането на международен симпозиум за водородните връзки, на който присъства и лауреата на Нобелова награда Лайнъс Полинг. Получава стипендия за едногодишна специализация в Калифорнийския технологичен институт, но не успява да получи виза и не заминава. През 1958 г. специализира осем месеца в университета в Копенхаген. Там изучава химични съединения, използвайки технологията на микровълновата и инфрачервената спектроскопия. В резултат на тези изследвания публикува няколко статии.
След завръщането си в Любляна, сътрудничи с колектива на Робърт Блинк от института „Йожеф Стефан“ в изследването на фероелектричеството с водородно захранване. За това, през 1961 г., получават наградата Кидрич. През следващите години се занимава с изследването на инфрачервена и рамановска спектроскопия на органични молекули.
От 1976 г. преподава спектроскопия и рентгенов анализ на полимери. През 1979 г. е хабилитирана за преподавател и е избрана за извънреден професор през 1980 г.
Умира на 14 януари 2016 г. в Любляна, Словения.